# John Monteath Robertson
John Monteath Robertson (1900 - 1989) est un chimiste et cristallographe écossais du XXe siècle. Il est récipiendaire de la médaille Davy en 1960 et président de la Chemical Society de 1962 à 1964.

## Biographie
Il est né le 24 juillet 1900 à la ferme Nether Fordun près d'Auchterarder  fils de William Robertson, fermier, et de sa femme, Jeannie Monteath. Il fait ses études à l'école primaire Auchterarder puis à la Perth Academy. Il étudie ensuite la chimie à l'Université de Glasgow, obtenant un baccalauréat ès sciences en 1923, une maîtrise en 1925. Il poursuit ses études de troisième cycle en obtenant son premier doctorat (PhD) en 1926. Sous la direction de GG Henderson, il soutient une thèse de doctorat intitulée "Les relations structurelles de certains membres de la série des sesquiterpènes bicycliques" . Dans ses études supérieures, il cristallise des dérivés de sesquiterpènes et les donnent à William Henry Bragg pour la diffraction des rayons X. Il envoie un alcool caryophyllène. La structure n'est résolue qu'environ 30 ans plus tard .
En 1926, il commence à travailler comme chercheur à la Royal Institution de Londres, sous la tutelle de Bragg. Il continue à travailler sur les dérivés sesquiterpéniques, mais porte également porté son attention sur la physique. En 1928, il obtient un poste de physique à l'Université du Michigan aux États-Unis, mais retourne à la Royal Institution du Laboratoire Davy-Faraday en 1930 . Pendant ce temps, il résout de nombreuses petites structures de molécules organiques par cristallographie aux rayons X. En particulier, il rapporte les structures de plusieurs nouvelles Phtalocyanines . Robertson utilise des dérivés de métaux lourds pour résoudre le problème de phase par remplacement isomorphe, ce qui ouvre la voie à la détermination de nouvelles structures.
En 1939, il s'installe à l'Université de Sheffield en tant que maître de conférences en chimie physique. Celle-ci est interrompue par la Seconde Guerre mondiale (à partir de 1942) il sert comme conseiller chimique au Bomber Command et conseiller scientifique à la RAF. À partir de 1942, il est professeur et chef de département de chimie à l'Université de Glasgow .
En 1960, le groupe de Robertson détermine la structure de la limonine, une molécule organique complexe dont la structure avait échappé aux chimistes depuis sa découverte en 1841 . Avec la structure, le groupe de Robertson démontre également une voie claire pour appliquer de nouvelles techniques de calcul pour résoudre le problème de phase des molécules organiques complexes en utilisant des dérivés de métaux lourds . Il s'agit d'une continuation de ses travaux précédents sur la mise en phase des molécules organiques.
En 1943, il est élu Fellow de la Royal Society of Edinburgh avec comme proposants James Wilfred Cook, Thomas Alty, Edward Hindle, John Walton et James Pickering Kendall. En 1945, il est élu membre de la Royal Society. Dans les honneurs d'anniversaire de 1962, il est créé Commandeur de l'Ordre de l'Empire britannique. En 1963, il reçoit un doctorat honorifique (LLD) de l'Université d'Aberdeen .
Il prend sa retraite en 1970 et est décédé à Inverness le 27 décembre 1989.